# 296 Phaëtusa
A 296 Phaëtusa a Naprendszer kisbolygóövében található aszteroida. Auguste Charlois fedezte fel 1890. augusztus 19-én.